# Bindmiddel (voeding)

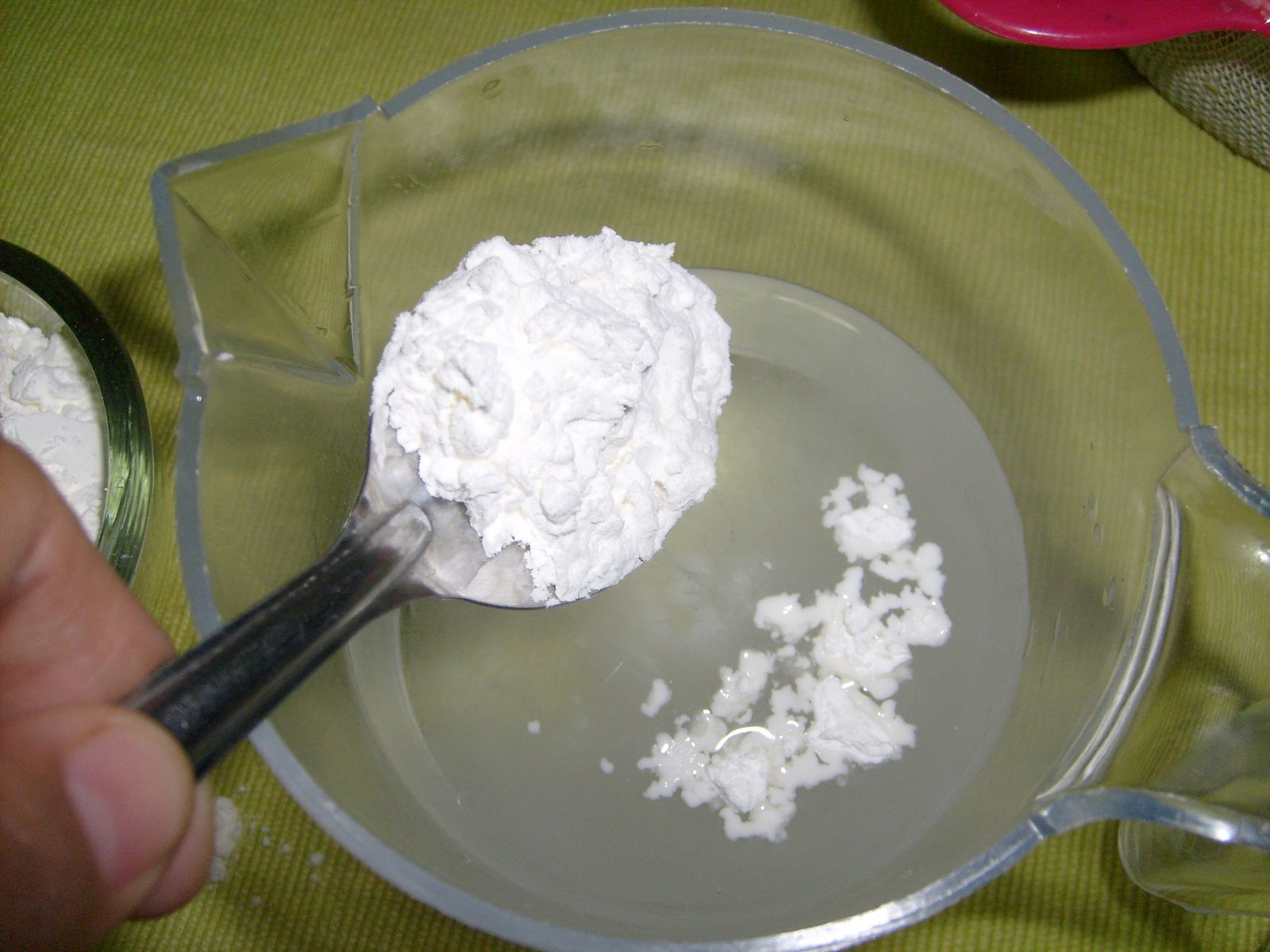
Maïszetmeel als bindmiddel in de keuken

Bindmiddel is een substantie die in staat is vloeibare voeding te verdikken (te binden).

## Voeding
Een voedingsbindmiddel wordt in gerechten gebruikt om vloeibare voedselproducten (denk hierbij aan soepen, jus, sauzen, en vla's) de gewenste dikte te geven zonder de eigenschappen van het gerecht te veel te veranderen, zoals de smaak.
Er zijn zetmeelhoudende bindmiddelen (bijvoorbeeld bloem, aardappelmeel en maïsmeel) en niet-zetmeelhoudende bindmiddelen (eieren, gelatine, boter). 
Zetmeelhoudende bindmiddelen zijn vaak geur-, kleur- en reukloos en hebben als eigenschap op te zwellen en vloeistof te binden zodra deze wordt verhit. Een vaak gebruikt bindmiddel is maïszetmeel, ook bekend onder de handelsnaam Maïzena. Ook bloem wordt vaak gebruikt om jus en sauzen dikker te maken. Maïszetmeel wordt vaak gebruikt in soepen. Yoghurt wordt vooral in Oost-Europa en het Midden-Oosten gebruikt als bindmiddel. Eierdooiers zijn rijk aan smaak en geven een zacht mondgevoel aan een gerecht en door het te verwarmen in bijvoorbeeld een custard dikt het in.
Bindmiddel wordt aan gerechten op het juiste moment toegevoegd. Sommige bindmiddelen verliezen kracht zodra ze te lang gekookt worden of te heet bereid. Tegen het einde van de bereiding worden ze voorzichtig in het kooksel gedaan. Indien er te veel gebruikt is kan het toevoegen van water uitkomst bieden, maar dit heeft verlies van smaak en structuur tot gevolg. 
Het gebruik van sommige bindmiddelen kan schadelijk zijn voor mensen die lijden aan coeliakie of glutenintolerantie.